# 2011年バスケットボール男子欧州選手権
2011年FIBAヨーロッパ男子バスケットボール選手権（2011 European Basketball Championship）は、2011年9月3日から9月18日までリトアニアで開催された第37回バスケットボール欧州選手権男子大会。通称「ユーロバスケット2011」。ロンドンオリンピック欧州予選も兼ね、上位2チームはオリンピック出場が認められる。
2011ユーロバスケットには、史上最多の24カ国が参加し、90試合が行われた。決勝はスペインがフランスを98－85で下し、2連覇を果たした。

## 出場国
当初は16チームが参加予定であったが、2010年11月に24チームへの拡大が決定。以下の8チームが予選免除で出場権を得ている。
開催国
- リトアニア

2010年世界選手権出場国
- クロアチア
- フランス
- ドイツ
- ギリシャ
- ロシア
- スロベニア
- スペイン
- セルビア
- トルコ

残る14チームを予選により決定。既に以下のチームが1次予選を通過し本大会出場権を獲得している。
- ベルギー
- イギリス
- イスラエル
- 北マケドニア
- モンテネグロ
- イタリア
- ラトビア
- ウクライナ
- ボスニア・ヘルツェゴビナ
- ジョージア
- ブルガリア
- ポーランド

残る2枠は最終予選で決める。

## 最終順位
NBAがロックアウトとなったこともあり、ノヴィツキー(独)を始め、キリレンコ(露)、トニー・パーカー、バトゥム(供に仏)、パウ・ガソル、マルク・ガソル(供に西)、バルニャーニ(伊)ら、NBAで活躍するスター選手が順当に出場することができた。
決勝では、スペインが、ナバーロを中心に、イン・アウトから圧倒的な得点力で終始試合をリードし、ルディ・フェルナンデスを途中ファールにて欠いたが、そのまま危なげなく逃げ切った。ナバーロは大会MVPに輝いた。マケドニアは、マッカレブの活躍もさることながら、バランスの良い戦力で、ベスト4に入る善戦を見せた。
| 順位 | チーム                   | 勝敗 |
| ---- | ------------------------ | ---- |
| 1    | スペイン                 | 10-1 |
| 2    | フランス                 | 9–2  |
| 3    | ロシア                   | 10–1 |
| 4    | 北マケドニア             | 7–4  |
| 5    | リトアニア               | 8–3  |
| 6    | ギリシャ                 | 7–4  |
| 7    | スロベニア               | 6–5  |
| 8    | セルビア                 | 5–6  |
| 9    | ドイツ                   | 4–4  |
| 9    | フィンランド             | 3–5  |
| 11   | トルコ                   | 3–5  |
| 11   | ジョージア               | 2–6  |
| 13   | イギリス                 | 2–3  |
| 13   | クロアチア               | 2–3  |
| 13   | ブルガリア               | 2–3  |
| 13   | イスラエル               | 2–3  |
| 17   | ウクライナ               | 2–3  |
| 17   | ポーランド               | 2–3  |
| 17   | ボスニア・ヘルツェゴビナ | 2–3  |
| 17   | イタリア                 | 1–4  |
| 21   | モンテネグロ             | 1–4  |
| 21   | ラトビア                 | 0–5  |
| 21   | ベルギー                 | 0–5  |
| 21   | ポルトガル               | 0–5  |